# Tom Hayden
Pour les articles homonymes, voir Hayden.
Tom Hayden, né le 11 décembre 1939 à Royal Oak (Michigan) et mort le 23 octobre 2016 à Santa Monica (Californie), est un activiste social et politique américain, auteur et homme politique. Hayden était connu pour son rôle majeur en tant que militant contre la guerre et pour les droits civiques. Il a rédigé le Manifeste de Port Huron (1962). Il fait partie des Chicago Seven, accusés de conspiration, incitation à la révolte et d'autres charges en rapport avec les manifestations lors de la Convention nationale démocrate de 1968.
Plus tard, il entame une carrière politique. Il est élu membre de l'Assemblée de l'État de Californie à cinq reprises, de 1982 à 1992, puis membre du Sénat de l'État de Californie à deux reprises, de 1992 à 2000.
Il a été marié à Jane Fonda de 1973 à 1990, avec qui il a eu un fils, Troy, devenu acteur sous le nom de Troy Garity. En 1981, le couple adopte un enfant de 14 ans, Mary Luana Williams.